# Liste de prénoms bulgares
Voici une liste de prénoms d'origine bulgare ainsi que des prénoms portés en Bulgarie

## Prénoms bulgares ( la liste ci-dessous regroupe également les prénoms portés par lesTurcs de Bulgarie)
- Haut – A
- B
- C
- D
- E
- F
- G
- H
- I
- J
- K
- L
- M
- N
- O
- P
- Q
- R
- S
- T
- U
- V
- W
- X
- Y
- Z

### A
- (f) Adelina
- (m) Asparuh
- (m) Ayha
- (f) Asya
- (m) Aleko
- (m) Azamettin
- (f) Ayshe
- (f) Anka
- (f) Ana
- (f) Adriana
- (m) Abdullah
- (m) Ahmed
- (m) Arif
- (m) Anatoli
- (m) Abdurrahman
- (f) Alyosha
- (m) Anton
- (f) Anna ou Ana : de l'hébreu חַנָּה channah (grâce, faveur).
- (m) Anastas
- (m) Anastasi
- (f) Anastsiya
- (m) Aliosman
- (m) Andon ou Anton : du latin antonius (inestimable).
- (m) Alaattin
- (m) Andreï : du grec andros (viril).
- (f) Andriana
- (m) Atidje
- (m) Aziz
- (f) Anelia
- (f) Aneliya
- (x) Angel
- (m) Ali
- (m) Apostol
- (m) Azim
- (m) Asen ou Assen
- (m) Aynur
- (m) Atanas
- (m) Adam
- (m) Aylan

### B
- (f) Bilyana
- (f) Bisera : perle
- (f) Bistra : pure
- (m) Bilal
- (m) Batuhan
- (m) Beyazit
- (f) Blagorodna
- (m) Blagovest
- (m) Blagoy ou Blagun : doux, agréable, bon
- (f) Blaguna
- (m) Bogdan : donné par Dieu
- (m) Burhanettin
- (f) Bogdana
- (m) Bogomil
- (m) Bojidar ou Bozhidar
- (m) Boris
- (m) Borislav : du slave borti (bataille) et glory (gloire).
- (f) Borislava
- (m) Boromir
- (f) Boryana
- (f) Bosilena
- (m) Boyan
- (f) Boyana
- (f) Boyka
- (m) Boyko
- (f) Bozhidara
- (m) Branimir : du slave borna (protection) et miru (paix).

### D
- (m) Danail
- (m) Davut
- (m) Dogan
- (f) Daniela
- (f) Darina
- (f) Denitsa
- (m) Djelal
- (m) Djelil
- (m) Desislav
- (m) Djuneyt
- (f) Detelina / Détélina
- (f) Dilyana
- (m) Djengiz
- (m) Djebrail
- (m) Dimitar
- (m) Djemalettin
- (m) Dorimir
- (f) Darya
- (m) Dragomir
- (m) Djemal
- (f) Dimitrina
- (f) Dimitrinka
- (m) Dimitrin
- (f) Dima
- (f) Danika

### E
- (f) Elena
- (f) Ekaterina
- (m) Emiliyan
- (f) Emiliya
- (m) Eyub
- (m) Encho
- (m) Ekrem
- (m) Enio
- (f) Esra
- (m) Evtim
- (m) Emrullah
- (m) Emir
- (f) Elife
- (f) Evangelina
- (m) Enes
- (f) Evdokiya
- (m) Enver
- (m) Evgeni
- (f) Evgeniya
- (f) Emine
- (f) Evelina

### F
- (m) Apostol
- (m) Ferat
- (f) Feya
- (m) Fatih
- (m) Faruk
- (f) Fehrattin
- (m) Filip
- (m) Furkan
- (m) Farit

### G
- (f) Gabriela
- (f) Galia
- (m) Gazi
- (m) Galin
- (f) Galina
- (m) Gencho
- (f) Gergana
- (m) Georgi
- (f) Gramatina
- (m) Guéorgui

### H
- (m) Hacho
- (m) Halil
- (m) Hermes
- (m) Hasan
- (m) Hamza
- (m) Hafiz
- (m) Hayrettin
- (m) Hristos
- (m) Harun
- (m) Hamit
- (m) Hristo
- (m) Hyusein

### I
- (m) Ignatii
- (m) Ilyas: Elie
- (x) Ilia
- (m) Isa
- (f) Ilka
- (m) Ioan
- (f) Ioana
- (m) Ibrahim
- (m) Ismet
- (f) Irina
- (f) Iskra
- (m) Ismail
- (m) Ihsan
- (f) Iva
- (m) Ivan
- (m) Ibryam
- (m) Imadettin
- (f) Ivanka
- (m) Ivaïlo
- (m) Ivo
- (f) Ivelina
- (f) Iana

### K
- (m) Kamen
- (f) Kameliya
- (m) Kaloyan
- (m) Kahil
- (f) Kana
- (m) Kerim
- (f) Katerina
- (m) Kiril
- (m) Kolyo
- (m) Kemal
- (m) Konstantin
- (m) Krassimir
- (m) Kadir
- (m) Khalis
- (f) Krasa
- (f) Kristina
- (m) Krum
- (m) Kubrat

### L
- (f) Leyla
- (m) Lavrenti
- (m) Lazar
- (m) Lilian
- (f) Liliya
- (m) Lyutfi
- (f) Lilyana
- (m) Latif
- (f) Lora
- (m) Luben
- (m) Lokman
- (m) Lubomir
- (f) Lubov
- (m) Ludmil
- (f) Ludmila

### M
- (m) Marin
- (m) Marian
- (m) Murad
- (f) Marina
- (m) Medjid
- (f) Marika
- (m) Mehmed
- (m) Musa
- (f) Mariya
- (f) Mariyana
- (m) Muhyittin
- (m) Marko
- (m) Martin
- (m) Mehmedali
- (m) Mustafa
- (f) Maya
- (f) Meral
- (f) Mihaela
- (m) Mihayl
- (f) Mila
- (f) Milena
- (m) Mahmud
- (f) Meryem
- (f) Milvena
- (f) Mina
- (f) Mirela
- (m) Metin
- (m) Miroslav
- (f) Miroslava
- (m) Mylen
- (f) Mira

### N
- (m) Nacho
- (f) Nadya
- (m) Naïm
- (f) Nela
- (m) Nencho
- (m) Nejmettin
- (f) Nevena
- (m) Nikifor
- (m) Nurettin
- (m) Nikola
- (m) Nikolaï

### O
- (f) Olena
- (f) Olga
- (f) Olya
- (m) Osman

### P
- (m) Plamen
- (f) Plamena
- (m) Pejo
- (m) Petar
- (f) Petia
- (f) Petrana
- (f) Polya
- (f) Preslava
- (m) Presyan
- (f) Penka

### R
- (f) Rada : joie
- (m) Radomir
- (f) Radomira
- (m) Eadomil / Radmil
- (m) Radoslav
- (m) Ramazan
- (f) Radoslava
- (f) Radostina
- (m) Redjeb
- (f) Raïa
- (f) Ralitsa / Ralitza
- (m) Reshid
- (m) Rasim
- (m) Ratcho
- (f) Reni
- (f) Rositsa
- (m) Rossen
- (m) Roumen

### S
- (f) Sabina
- (f) Slavina
- (m) Shaban
- (f) Slavka
- (m) Stanimir
- (f) Stanislava
- (m) Sherif
- (m) Sinan
- (m) Syuleyman
- (f) Stefka
- (m) Stefan
- (m) Salih
- (m) Selim
- (f) Stefana
- (m) Selahattin
- (f) Stela/Stella
- (m) Said
- (f) Stoika
- (m) Seyfettin
- (f) Svetlana
- (m) Stilyan
- (m) Straïl
- (m) Semih
- (m) Stoyan
- (m) Smail
- (m) Svetlomir
- (f)  Snejana
- (f)  Sophia/Sofia
- (m) Svetoslav
- (f)  Stoyana
- (f) Selma
- (f) Stanka
- (m) Stantcho
- (f) Slavena
- (f) Svetla
- (m) Svetlio
- (f) Stanimira
- (f) Stefania

### T
- (f) Tania
- (f) Tatiana
- (m) Tahir
- (m) Tchavdar
- (m) Tarek
- (f) Tchebetelin
- (m) Tajettin
- (x) Tedy
- (m) Teodor
- (f) Teodora
- (m) Tevfik
- (f) Tereza
- (m) Tervel
- (f) Tina
- (m) Todor
- (m) Traïtcho
- (m) Trifon
- (f) Tsveta
- (m) Tsvetan
- (f) Tsvetelina : fleur

Tatia

### U
- (m) Ulian
- (f) Uliya
- (m) Urii

### V
- (m) Valcho
- (m) Valentin
- (m) Valeri
- (f) Valetina
- (m) Vanadii
- (f) Vasilka
- (m) Vassil
- (f) Vassilena
- (f) Varvara
- (m) Velik
- (f) Velmira
- (f) Vessela
- (f) Vesselina
- (f) Vera
- (m) Venchislav
- (m) Vihren
- (f) Vilizara
- (m) Viktor
- (m) Vladimir
- (m) Vladislav
- (m) Volodya
- (f) Vyara
- (f) Velislava

### Y
- (f) Yanitsa
- (m) Yassen
- (m) Yusuf
- (m) Yavor
- (m) Yashar
- (m) Yordan : érable
- (m) Yuber
- (m) Yosif: Joseph
- (f) Yuliya
- (m) Yanko
- (m) Yovan

### Z
- (m) Zahari
- (m) Zeynetin
- (m) Zaprian
- (f) Zenitsa
- (f) Zeyneb
- (f) Zlata
- (f) Zornitsa